# Метилхолантрен
Метилхолантре́н (сокр. МХА) — органическое соединение, известный полициклический ароматический углеводород, образующийся из продуктов сгорания топлива, нефтепродуктов, бытового мусора, в результате риформинга бензантрацена, происходящего при больших температурах. Входит в состав смога, сигаретного дыма. Один из самых сильных канцерогенов, приблизительно в 95 раз канцерогеннее бензола. Наиболее распространённым изомером является 3-метилхолантрен, однако метильные группы могут возникать и в других положениях.

## Физические свойства
Метилхолантрен — твёрдое вещество жёлтого цвета, практически не растворяется в воде, умеренно растворим в бензоле, плохо в спирте и эфире, имеет высокую температуру плавления и кипения. Горит, как и все ПАУ — сильно коптящим пламенем, часто образуя угарный газ.

## Токсикология и биологическая роль
Токсичен, особенно при вдыхании его паров, сильнейший канцероген. Попадает в организм через лёгкие, ЖКТ и кожу, окисляется в печени (микросомальной системой) до эпоксидов, которые более токсичны и канцерогенны (в десятки раз), чем сам МХА. Эпоксиды МХА легко связываются с ДНК, алкилируют и часто образует с ней ДНК-аддукты. МХА быстро вызывает злокачественные опухоли — при втирании или неоднократных инъекциях. Используется вместе с ДМБА, как промоторы злокачественных опухолей (например, вызывает первичные саркомы у мышей) в медицинских научных лабораториях.
В организме человека образуется при нарушениях обмена холестерина, который помимо МХА, образует и другие производные холантрена. МХА накапливается в предстательной железе, вызывая рак простаты.

## Экология
Сильно загрязняет атмосферу. Встречается в смоге крупных городов и промышленных зон. Постоянно присутствует в воздухе на уровне 280—300 нг/м3.
ПДК в рабочей зоне = 0,007 мг/м3, LD50 = 75-90 мг/кг (крысы, подкожно).

## Получение
Описано в книге Органические реакции Сборник 1 - Павлов Л.Н. на 191 странице. http://booksonchemistry.com/index.php?id1=3&category=organik-chem&author=pavlov-ln&book=1948&page=53